# Anchiphiloscia africana
Anchiphiloscia africana is een pissebed uit de familie Philosciidae. De wetenschappelijke naam van de soort is voor het eerst geldig gepubliceerd in 1974 door Schmoelzer.